# Chiesa di San Michele Arcangelo (Cerveteri)

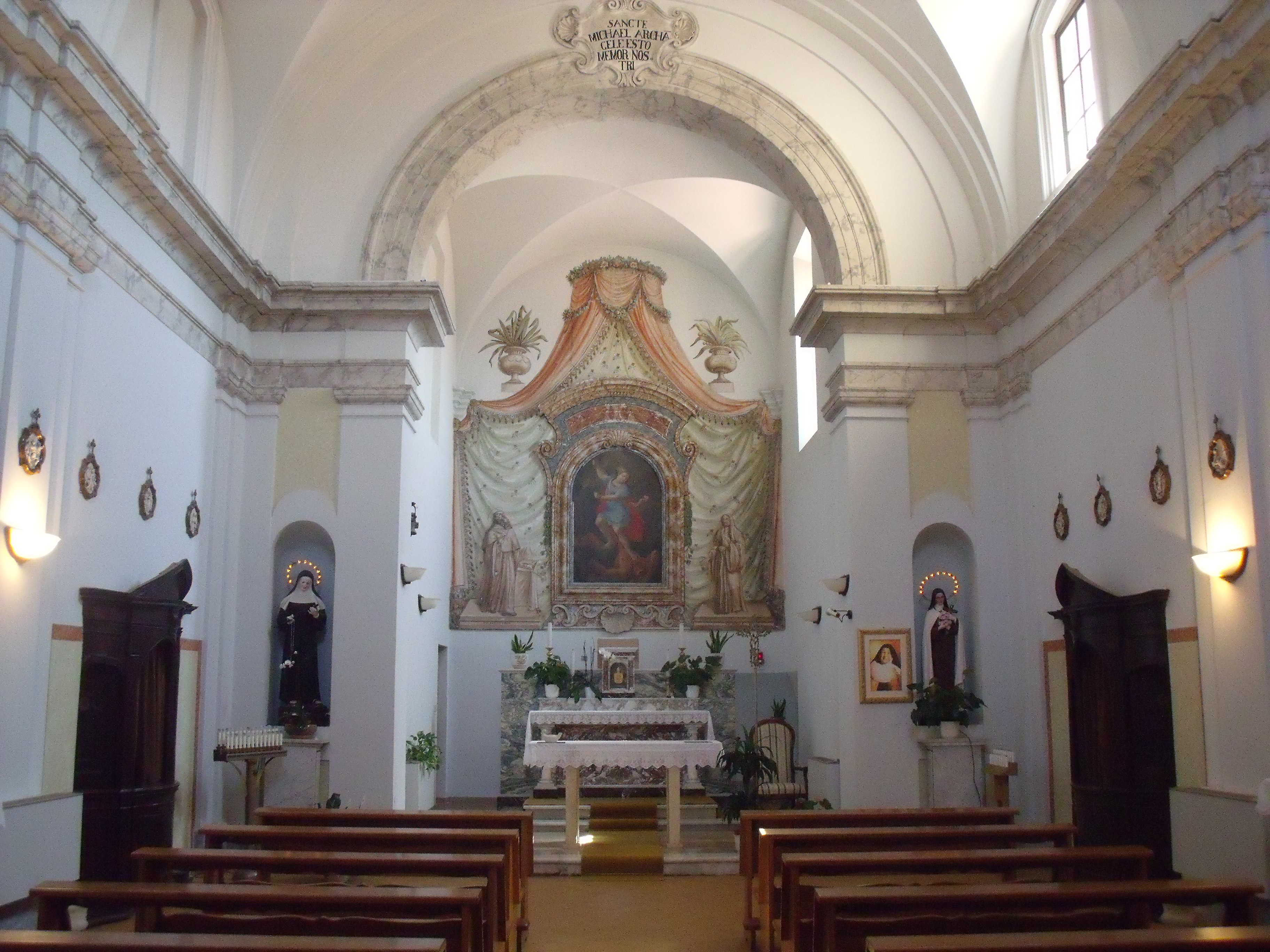
l'interno

La chiesa di San Michele Arcangelo è una chiesa di Cerveteri.

## Storia
La chiesa e il monastero furono fondati alla fine del '400 dai monaci agostiniani,come si può vedere nel chiostro porticato da un solo lato all'interno del convento. Qui era alloggiata la chiesa di San Pietro, che, cadendo in abbandono, venne demolita per la costruzione di quest'ultima. La chiesa attuale risale al '600, ed inizialmente aveva il titolo di  Santa Maria de Arudinientis, per poi essere intitolata a san Michele Arcangelo poiché l'antica chiesa di San Michele Arcangelo sub ripa era in stato di degrado. Fu restaurata nel 1933 e nel 1941.
La chiesa, il convento e l'asilo sono curati dalle suore carmelitane missionarie

## Descrizione
La chiesa si presenta oggi a navata unica voltata a botte e con tre altari, i laterali dedicati a sant'Agostino ed il maggiore è dedicato a San Michele.Sopra l'altare maggiore vi è una tela raffigurante San Michele nell'atto di uccidere il demonio, tra i santi Agostino e Monica. Le tele sopra i due altari laterali rappresentano l'Immacolata con i santi Giovanni da San Facondo, Nicola da Tolentino e Chiara da Montefalco a destra e a sinistra la messa di San Nicola da Tolentino per le anime del purgatorio. La prima pala è databile al XV secolo mentre la seconda al XVIII secolo.  Da notare sopra l'altare di sinistra un cartiglio con su scritto ALTARE PRIVILEGIATO PER I SOLI RELIGIOSI AGOSTINIANI.
La chiesa ha copertura a volta a botte, ha cinque finestre di cui una in facciata, tre sul lato destro e una che dà sul convento sul lato sinistro. Vi sono due finestre murate sul lato sinistro. L'altare maggiore sorge all'interno di una grande cappella voltata a botte. Sopra l'arco della cappella vi è scritto: SANCTE MICHAEL ARCHANGELE ESTO MEMOR NOSTRI. Da notare in sagrestia il quadro della Madonna di Genazzano.

### Il campanile
Il campanile si presenta come una piccola torretta in laterizio intonacata come la facciata. Presenta all'interno due campane, una delle quali vuole la tradizione sia del monastero di sant'Angelo alla valle della mola. La campana maggiore batte l'angelus 3-4-5-1 ogni giorno a Mezzogiorno, mentre ogni giorno suona a distesa alle 6:30 e alle 12:00. La piccola è fissa e suona a scampanio con la grande nelle grandi occasioni e quando c'è messa.